# Achille D'Aniello
Achille D'Aniello (Napoli, 14 marzo 1967) è un doppiatore italiano.

## Doppiaggio

### Film
- Andy Beckwith in Pirati dei Caraibi - La maledizione del forziere fantasma, Pirati dei Caraibi - Ai confini del mondo
- Jess Harnell in Transformers, Transformers - L'ultimo cavaliere
- John Goodman in Candidato a sorpresa
- Terry Crews in La notte non aspetta
- Bruce Greenwood in Kingsman  - Il cerchio d'oro
- Tom Hollander in The Darwin Awards - Suicidi accidentali per menti poco evolute
- Vinnie Jones in Bulletproof Man
- Robert Costanzo ne Il desiderio più grande
- Tim Bagley in The Day After Tomorrow - L'alba del giorno dopo
- Greg Grunberg in Mission: Impossible III
- Domenick Lombardozzi in Miami Vice
- Mike Dopud in Final Destination 5
- Rick Overton in Anno uno
- Beau Starr in Halloween 5 - La vendetta di Michael Myers
- Andrew Dice Clay in Un corpo da reato
- André Ramiro in Trash
- Jeff Chase in Dark Places - Nei luoghi oscuri
- Steve Sweeney in Io, me & Irene
- Kim Kang-il in L'impero e la gloria - Roaring Currents
- Julian Richings in Le bianche tracce della vita
- Tim Connolly in Gemini Man
- Eduard Fernández in Striscia vincente
- Timothy Douglas Perez in Nella tana dei lupi

### Serie televisive
- Lavell Crawford in Breaking Bad, Better Call Saul
- Ray Wise in Fresh Off the Boat
- Martin Klebba in Scrubs - Medici ai primi ferri
- Mykelti Williamson in Kidnapped
- Derek Webster in Harry's Law

### Film d'animazione
- Re Vegeta in Dragon Ball Z - Il Super Saiyan della leggenda (doppiaggio Dynamic Italia)
- McCloud in Felix - Il coniglietto giramondo
- Teppista in TMNT
- Il bufalo 1 in Kung Fu Panda
- Il gotico in Asterix e il regno degli dei
- La Guardia Subconscio Dave in Inside Out

### Cartoni animati
- Sergente (ep. 3x19), H.G. Blob (ep. 3x21), Ethan 'Gomma Americana' Tate (ep. 4x04), Agente URL e Il Distruttore (Secondo film) e altri personaggi in Futurama[1]
- Zarnot in Yin Yang Yo!
- Trust in Transformers: Armada
- Sky Blast in Transformers: Energon
- Nega-chin in Due fantagenitori
- Muji in Pucca
- Riggs in Hot Wheels Acceleracers
- Albert Flesh in Action Man Atom
- McTavish in 5 gemelli diversi
- Magua in L'ultimo dei Mohicani
- Vito in Spike Team
- Maurice in Big Mouth
- Gaston Gourmand in Wild Kratts
- Signor Maiale in Adventure Time
- Comandante marleano in L'attacco dei giganti
- Forge in X-Men '97

### Videogiochi
- Richard Simmons in Wet (2009)[2]
- Morgack in Knack (2013)[3]
- Droide in Disney Infinity 3.0 (2015)[4]
- Ammiraglio Ackbar in LEGO Star Wars: Il risveglio della Forza (2016)[5]
- Magni in God of War (2018)[6]
- Il Pinguino in LEGO DC Super-Villains (2018)[7]
- Jaro Topal in Star Wars Jedi: Fallen Order (2019)[8] e Star Wars Jedi: Survivor (2023)[9]
- Lerch in Call of Duty: Modern Warfare (2019)
- Cavaliere Omas, Evzhur, Phelan, Rakhaan e Vazhan in Diablo IV (2023)[10]
- Quinten, Blackthorne, Geoffroy, Brennan, Brice, Gerard e uomo della roccia in Final Fantasy XVI (2023)[11]